# Напад на колону ЈНА у Тузли
Напад на колону ЈНА у Тузли извршиле су муслиманске снаге 15. маја 1992. године приликом повлачења ЈНА из Тузле. Догађај је познат као „Тузланска колона“. Напад је био један од првих важнијих догађаја током рата у БиХ, а извршили су га припадници Патриотске лиге и МУП БиХ. Напад је директно приказиван на локалној телевизијској станици.
Према наводима из кривичне пријаве, у колони је погинуло 59 припадника ЈНА и цивила, а рањено 44, док постоје извори и о 132 убијена војника и цивила.
Бошњаци овај злочин над невиним војницима на одслужењу војног рока прослављају као „Дан одбране Тузле“.

## Напад
Напад је изведен на 92. моторизовану бригаду ЈНА, која се у договору са властима Тузле мирно повлачила из касарне ЈНА „Хусинска буна“ са око 200 моторних возила и око 600 старешина и војника.
Припадници муслиманског МУП БиХ, муслиманске ТО БиХ и Зелених беретки са укупном снагом од око 3.000 војника су 15. маја 1992. године напале колону возила ЈНА која је мирно напуштала Тузлу према Бијељини и даље у правцу Србије, чиме су прекршиле одредбе међународног ратног права, Женевску конвенцију као и претходни договор СР Југославије и муслиманских власти у Сарајеву о мирном повлачењу ЈНА са подручја Босне и Херцеговине до 19. маја 1992. године. Према изјавама учесника тог догађаја, колона је нападнута на Брчанској малти са околних зграда, па чак и са зграде болнице, а дуж цијелог пута биле су постављене мине и друга експлозивна средства. Возила ЈНА су горјела, а експлозије су одјекивале на све стране. Тај први напад је трајао пола сата, а затим је уследило појединачно убијање рањених и преживелих војника ЈНА у тој колони. Цео напад директно је преносила локална телевизија „ФС 3“, уз подругљиве и антисрпске коментаре, што су потом приказале и бројне друге телевизијске станице.
Тачан број официра, младих војника и резервиста ЈНА који су убијени приликом повлачења из Тузле 15. маја 1992. године није утврђен, а претпоставља се да је реч о око 200. Посмртни остаци свих настрадалих још нису пронађени, а у спомен-костурници у Бијељини сахрањено је 29 тијела.
Предсједник Скупштине Организације породица погинулих бораца Ђоко Пајић рекао је да су локалне власти у Тузли 1992. године са градоначелником Селимом Бешлагићем на челу том приликом починиле злочин, јер је ЈНА, у складу са договором, мирно напуштала град. Да је цео овај злочин планиран говори и чињеница да је колони ЈНА било дозвољен излазак из Тузле по тачно утврђеној путањи.

## Имена жртава
Списак убијених припадника ЈНА приликом мирног и унапред договореног повлачења из Тузле:
1. Благојевић (Анђелка) Радислав, из Мичијевића, рођ. 7. 7. 1970. године,
2. Благојевић(Сима) Војо, из Поречјине рођ. 10. 10. 1959. године,
3. Благојевић (Драга) Војо, из Подгоре — Лопаре, рођ. 16. 2. 1942. године,
4. Божић (Илије) Гордан, из Комара — Лукавац, рођ. 23. 11. 1964. године,
5. Васић (Ненада) Јово, из Пожарнице, рођ. 10. 10. 1953. године,
6. Вујановић (Љубомира) Цвијетин, из Пожарнице, рођ. 17. 6. 1966. године,
7. Вукојевић (Анђелка) Саво, из Кртове — Лукавац, рођ. 28. 1. 1965. године,
8. Гогановић (Жарка) Васкрсије, рођ. 2. 5. 1937. године,
9. Давидовић (Николе) Божо, из Видуше — Какањ, рођ. 7. 1. 1973. године,
10. Деспотовић (Петра) Славко, из Бос. Петровог Села, стар 34 године,
11. Ђурановић (Сава) Роберт, из Комара — Лукавац,
12. Ђурић (Илије) Живко, из Црног Блата, рођ. 4. 7. 1968. године,
13. Ђурић (Марка) Зоран, из Црног Блата, рођ. 7. 5. 1961. године,
14. Ђурић (Марка) Миленко, из Црног Блата, рођ. 25. 3. 1963. године,
15. Ђурић (Милана) Марко, из Црног Блата, рођ. 23. 2. 1936. године,
16. Зец (Бранислава) Драженко, из Приједора, рођен 11. 5. 1972. године,
17. Илић (Стеве) Владо, из Тузле, рођ. 9. 10. 1952. године,
18. Илић (Радована) Бошко, из Бријеснице — Лукавац, рођ. 8. 7. 1970. године,
19. Јањић (Љуба) Драго, из Колимера — Тузла, рођ. 10. 10. 1956. године,
20. Јовановић (Живана) Душко, из Пожарнице, рођ. 7. 5. 1973. године,
21. Јовичић (Милорада) Мирослав, из Пурачића — Лукавац, рођ. 22. 4. 1968,
22. Јокић (Ника) Горан, из Офенбаха — Немачка, рођ. 8. 11. 1972. године у Пожарници,
23. Јосиповић (Крста) Младен, из Лукавца, рођ. 27. 7. 1965. године,
24. Јурковић (Марка) Зоран, из Тузле, рођ. 24. 11. 1962. године,
25. Кулишић (Васа) Милан, из Сижја — Лукавац, рођ. 12. 4. 1946. године,
26. Лазић (Јована) Ранко, из Симин Хана, рођ. 29. 9. 1973. године,
27. Латковић (Марка) Слободан, из Босанског Петровца, рођ. 19. 8. 1973. године,
28. Лопатко (Данила) Мирослав, из Прњавора, рођ. 29. 9. 1972. године,
29. Лукић (Милана) Илија, из Кртове – Лукавац, рођ. 28. 3. 1964. године,
30. Љубојевић (Станимира) Ђорђе, из Ковачице — Тузла, рођ. 2. 9. 1962. године,
31. Марковић (Цвијетина) Стојко, из Возуће — Завидовићи, рођ. 26. 3. 1962. године,
32. Мекић (Миленка) Драган, из Живиница, рођ. 8. 9. 1959. године у Земуну,
33. Мићановић (Мића) Владимир, из Тузле, рођ. 29. 9. 1968. године,
34. Михајловић (Радована) Зоран, из Комара, рођ. 26. 6. 1966. године,
35. Михајловић (Радована) Милан, из Комара,
36. Мркоњић (Ранка) Ранко, зв. „Стојан“ из Сижја, рођ. 17. 5. 1948. године,
37. Недић (Васкрсија) Милан, из Сижја, рођ. 16. 2. 1956. године,
38. Недић (Неда) Радо, из Смолуће, рођ. 13. 8. 1955. године,
39. Остојић (Јанка) Милорад, из Доње Потпећи, рођ. 21. 5. 1954. године,
40. Перић (Ђорђија) Остоја, из Смолуће, рођ. 18. 2. 1969. године,
41. Петровић (Сретка) Боро, из Кртове, рођ. 3. 6. 1971. године,
42. Поповић (Радивоја) Ненад, из Калесије, рођ. 29. 11. 1954. године,
43. Савић (Бранка) Миленко, из Пожарнице, рођ. 13. 10. 1959. године,
44. Сорајић (Бранка) Божидар, из Љубиња, рођ. 10. 12. 1973. године,
45. Стојановић (Бранка) Сретен, из Дубнице — Калесија, рођ. 1955. године,
46. Тадић (Милорада) Боро, из Кртове, рођ. 25. 4. 1964. године,
47. Тодоровић (Душана) Драган, из Кртове, рођ. 7. 2. 1964. године,
48. Тодоровић (Луке) Радомир, из Кртове, рођ. 23. 9. 1954. године,
49. Тубић (Јована) Јеленко, из Сижја, рођ. 22. 4. 1953. године,
50. Цвјетковић (Мирка) Данило, из Доње Потпећи - Сребреник, рођ. 14. 2. 1972. године,
51. Џолић (Николе) Јован, из Јајца, рођ. 7. 7. 1971. године

## Осумњичени за извршење ратног злочина
За организацију и извођење напада на тузланску војну колону од стране Тужилаштва за ратне злочине Републике Србије 15. маја 1992. осумњичена су следећа лица:
1. Беслагић Селим, градоначелник Тузле,
2. Хаџић Изет, предсједник округа Тузла,
3. Делибеговић Енвер, командант општинског штаба Тузла,
4. Бајрић Мехмед, звани Мешо, начелник Центра јавне безбједности Тузла,
5. Зилић Мехмед, звани Зила,
6. Заимовић Сахер, руководилац „Патриотске лиге“ у Тузли и организатор приватних завора за Србе,
7. Прцић Фарук, директор Рударског института у Тузли,
8. Ранчић Хазим, начелник ЦСБ Тузла,
9. Кнез Жељко, био потпуковник у ЈНА,
10. Дервишевић Хамза из Тузле,
11. Павловић Адо, рођен 1970. у Тузли,
12. Павловић Јасмин из Тузле,
13. Окановић Суљо, бивши возач ГСП из Тузле,
14. Окановић Исмет,
15. Дедић Мухамед из Тузле, командир милиције у Тузли,
16. Хамзић Хамза, бивши припадник ДБ у Тузли,
17. Пјанић Мефрудин из Тузле,
18. Пјанић Мирсад из Тузле,
19. Бекић Цуса из Тузле,
20. Благојевић Зоран из Јасенића, са пребивалиштем у Тузли,
21. Башић Галиб, активни милиционер у Тузли,
22. Златановић Јасмин, замјеник начелника СУП-а Тузла, шеф криминалистичке службе,
23. Алиловић Цазим из Тузле,
24. Чехајић Мусто из Плана код Тузле,
25. Шепић Каме из Тузле, власник приватне продавнице ауто дијелова у селу Славиновићи,
26. Брчвановић Јуро из Кризана код Тузле,
27. Буковић Јакуб из села Славиновића код Тузле,
28. Ђуг Кемал из Тузле,
29. Шеховић Мирха из Тузле, снаха од доктора Шеховића,
30. Фазлић Мунивера из Тузле, супруга доктора Фазлића,
31. Бајић Осман, бивши потпуковник ЈНА саобраћајне службе,
32. Шадић Азим из Тузле,
33. Шарић Хамза, бивши поручник ЈНА,
34. Шарић Салих, бивши заставник ЈНА и управник пекаре у Тузли,
35. Шљивић Асим,
36. Делић Сеад, бивши мајор ЈНА,
37. Зулић Салих, поручник у резерви,
38. Делибеговић Мирсад, старији водник у резерви,
39. Бркић Мухамед, члан кризног штаба ЦЈБ у Тузли,
40. Николић Будимир, члан кризног штаба ЦЈБ у Тузли,
41. Јуришић Илија, члан кризног штаба СЈБ у Тузли,
42. Баџа Ђорђе, бивши поручник ЈНА, начелник техничке службе у 2. корпусу АРБиХ,
43. Ливадић Нихад, бивши поручник ЈНА, начелник безбедности у Тузли,
44. Видић Младен, бивши поручник ЈНА, командир специјалне маневарске бригаде МУП-а за напад на колону, припадник 115. бригаде Хрватског вјећа одбране „Зрињски“ у Тузли,
45. Пекарић Кадро, милиционер, командир интервентног вода маневарске чете МУП-а за напад на колону,
46. Глигорић Симе Славко, бивши потпуковник ЈНА, рођен у Српцу 1942, замјеник команданта логистичке базе у Тузли,
47. Краснићи Халила Агим, бивши капетан 1. класе ЈНА, рођен 1956. у Пеци, сада у 2. корпусу АРБиХ,
48. Гаши Алије Дамир, бивши старији водник ЈНА рођен 1956. у Србији, командант минобацачке батерије у 2. корпусу АРБиХ,
49. Зримић Јакова Мато, рођен 1963. у Ђакову, Хрват, старији водник у ЈНА,
50. Бегановић Мустафа, бивши капетан 1. класе ЈНА,
51. Бједић Махмут, капетан 1. класе у резерви,
52. Мот Неда, снајпер А БиХ,
53. син Јукић Мије, снајпериста АРБиХ,
54. кћи Јукић Мије, снајпериста АРБиХ,
55. кћи Зарић Живана, снајпериста АРБиХ из Пожарнице,
56. Бајрића Садија, снајпериста АРБиХ,
57. Колар Иван, бивши подофицир ЈНА

## Суђења
Истражиоци Хашког Суда су 2003. године предмет „Тузланска колона“ уступили Тужилаштву БиХ, сматрајући да има довољно доказа покретање истражног поступка против 9 особа, а за 4 особе да се основано сумња да су починили кривично дело: ратни злочин. Према наводима из кривичне пријаве, у колони је погинуло око 212 старешина и војника, док је 140 заробљено и мучено.
У мају 2007. године на територији Србије ухапшен је Илија Јуришић, који је у време напада био високи старешина МУП БиХ и дежурни Оперативног штаба Јавне безбедности Тузла. Првостепена пресуда Специјалног Суда за ратне злочине у Београду је за Илију Јуришића гласила, 12 година затвора, али је 11. октобра 2010. Апелациони Суд у Београду вратио тај предмет на почетак. А то поновљено суђење и данас није завршено. Дана 2. децембра 2013. Апелациони суд у Београду га је осудио на 12 година затвора.
Децембра 2009. године Тужилаштво БиХ обуставља истрагу везано за окривљеног Селима Бешлагића и предмет „Тузланска колона“.
Дана 3. марта 2016. године Апелациони суд у Београду је Илију Јуришића ослободио свих оптужби. Он сам је најавио тужбу за одштету за 3 и по године колико је провео у затвору.

## Публикације
О Тузланској колони снимљен је један документарни филм. Радован Кецојевић, некад војно лице и стручњак за наоружање и пиротехнику, данас у пензији, обавио је форензичко испитивање терена након злочина на тузланској Брчанској Малти. Из Тузле је изашао у размени маја 1993. године. О Тузланској колони је написао књигу „И крв је горела“.